# Monferran-Savès
Monferran-Savès is een gemeente in het Franse departement Gers (regio Occitanie) en telt 675 inwoners (1999). De plaats maakt deel uit van het arrondissement Auch.

## Geografie
De oppervlakte van Monferran-Savès bedraagt 24,7 km², de bevolkingsdichtheid is 27,3 inwoners per km².
De onderstaande kaart toont de ligging van Monferran-Savès met de belangrijkste infrastructuur en aangrenzende gemeenten.

## Demografie
Onderstaande figuur toont het verloop van het inwonertal (bron: INSEE-tellingen).